# Eve (album)
Eve – czwarty album studyjny grupy Alan Parsons Project wydany w 1979 roku. Tematem przewodnim wydawnictwa są kobiety, a konkretnie cechy kobiet, które decydują o ich sile charakteru i pozwalają "słabej płci" radzić sobie z problemami, z którymi muszą sobie radzić w świecie zdominowanym przez mężczyzn. W zamyśle Erica Woolfsona, początkowo album miał skupiać się na "wielkich kobietach w historii", ale z czasem koncept ewoluował, poszerzając tę tematykę. Niewątpliwie silna kobietą w życiu Erica była jego teściowa, nosząca imię Ewa.
"Eve" jest pierwszym albumem Alan Parsons Project, w którym uczestniczył wokalista Chris Rainbow.
Instrumentalny utwór "Lucifer", otwierający album "Eve" stał się hitem list przebojów w Europie, a "Damned If I Do" dotarł na 13. miejsce amerykańskiej listy przebojów Billboard 200.

## Lista utworów
Wszystkie utwory zostały skomponowane przez Alana Parsonsa oraz Erica Woolfsona.
Strona A
| 1. | "Lucifer"                                      | 5:09  |
|    |                                                |       |
| 2. | "You Lie Down With Dogs" (wokal Lenny Zakatek) | 3:47  |
|    |                                                |       |
| 3. | "I'd Rather Be a Man" (wokal David Paton)      | 3:53  |
|    |                                                |       |
| 4. | "You Won't Be There" (wokal Dave Townsend)     | 3:34  |
|    |                                                |       |
| 5. | "Winding Me Up" (wokal Chris Rainbow)          | 4:04  |
|    |                                                |       |
|    |                                                | 20:27 |
|    |                                                |       |
Strona B
| 1. | "Damned If I Do" (wokal Lenny Zakatek)              | 4:50  |
|    |                                                     |       |
| 2. | "Don't Hold Back" (wokal Clare Torry)               | 3:37  |
|    |                                                     |       |
| 3. | "Secret Garden"                                     | 4:41  |
|    |                                                     |       |
| 4. | "If I Could Change Your Mind" (wokal Lesley Duncan) | 5:49  |
|    |                                                     |       |
|    |                                                     | 18:57 |
|    |                                                     |       |

## Wydania
W roku 2008 Eve został wydany w zremasterowanej wersji, wzbogaconej o siedem dodatkowych ścieżek:
| 10. | "Elsie's Theme from The Sicilian Defence" (the Project that never was) | 3:00  |
|     |                                                                        |       |
| 11. | "Lucifer" (demo)                                                       | 2:48  |
|     |                                                                        |       |
| 12. | "Secret Garden" (early rough mix)                                      | 4:41  |
|     |                                                                        |       |
| 13. | "Damned If I Do" (rough mix)                                           | 4:46  |
|     |                                                                        |       |
| 14. | "Don't Hold Back" (vocal rehearsal rough mix)                          | 3:43  |
|     |                                                                        |       |
| 15. | "Lucifer" (early rough mix)                                            | 4:17  |
|     |                                                                        |       |
| 16. | "If I Could Change Your Mind" (rough mix)                              | 5:46  |
|     |                                                                        |       |
|     |                                                                        | 29:01 |
|     |                                                                        |       |

## Skład
- Gitara Basowa – David Paton
- Bębny i perkusja – Stuart Elliott
- Gitary akustyczne i elektryczne Ian Bairnson
- Instrumenty klawiszowe – Eric Woolfson; Duncan Маckay
- Pozostałe partie instrumentalne - Alan Parsons; Eric Woolfson
- Chórki – Chris Rainbow; David Paton
- Orkiestra symfoniczna – Orkiestra Opery Monachijskiej
- Dyrygent orkiestry - Eberhard Schoener
- Lider – Sandor Farcas
- Koordynator Orkiestry – Curtis Briggs
- Konsultanci – Shapiro i Steinberg
- Wokaliści – Lesley Duncan; David Paton; Chris Rainbow; Clare Torry; Dave Townsend; Lenny Zakatek

Wyprodukowane i zaprojektowane przez Alana Parsonsa. Mastering: Chris Blair [UK], Wall Traugott [USA] 
Producent: Eric Woolfson

## Okładka
Okładkę albumu przygotowała grupa Hipgnosis. Przedstawia ona twarze trzech kobiet w czarnych woalkach. Obraz stanowi całość, ale dwie z nich znajdują się na przedniej części okładki, a trzecia na tylnej. Ich twarze częściowo znajdują się w cieniu, który przesłania szpecące blizny i rany, symbolizujące cierpienia kobiet i ich walkę z problemami, które spotykają ich w świecie mężczyzn.

## Listy przebojów
| Rok  | Kraj/Lista        | Pozycja |
| ---- | ----------------- | ------- |
| 1979 | UK Albums Chart   | 74      |
| 1979 | USA Billboard 200 | 13      |
| 1979 | Kanada            | 10      |
| 1979 | Niemcy            | 1       |
| 1979 | Austria           | 2       |
| 1979 | Norwegia          | 6       |